# Zygonemella striata
Zygonemella striata är en rundmaskart som beskrevs av Nathan Augustus Cobb 1920. Zygonemella striata ingår i släktet Zygonemella och familjen Monhysteridae. Inga underarter finns listade i Catalogue of Life.